# 竈門神社

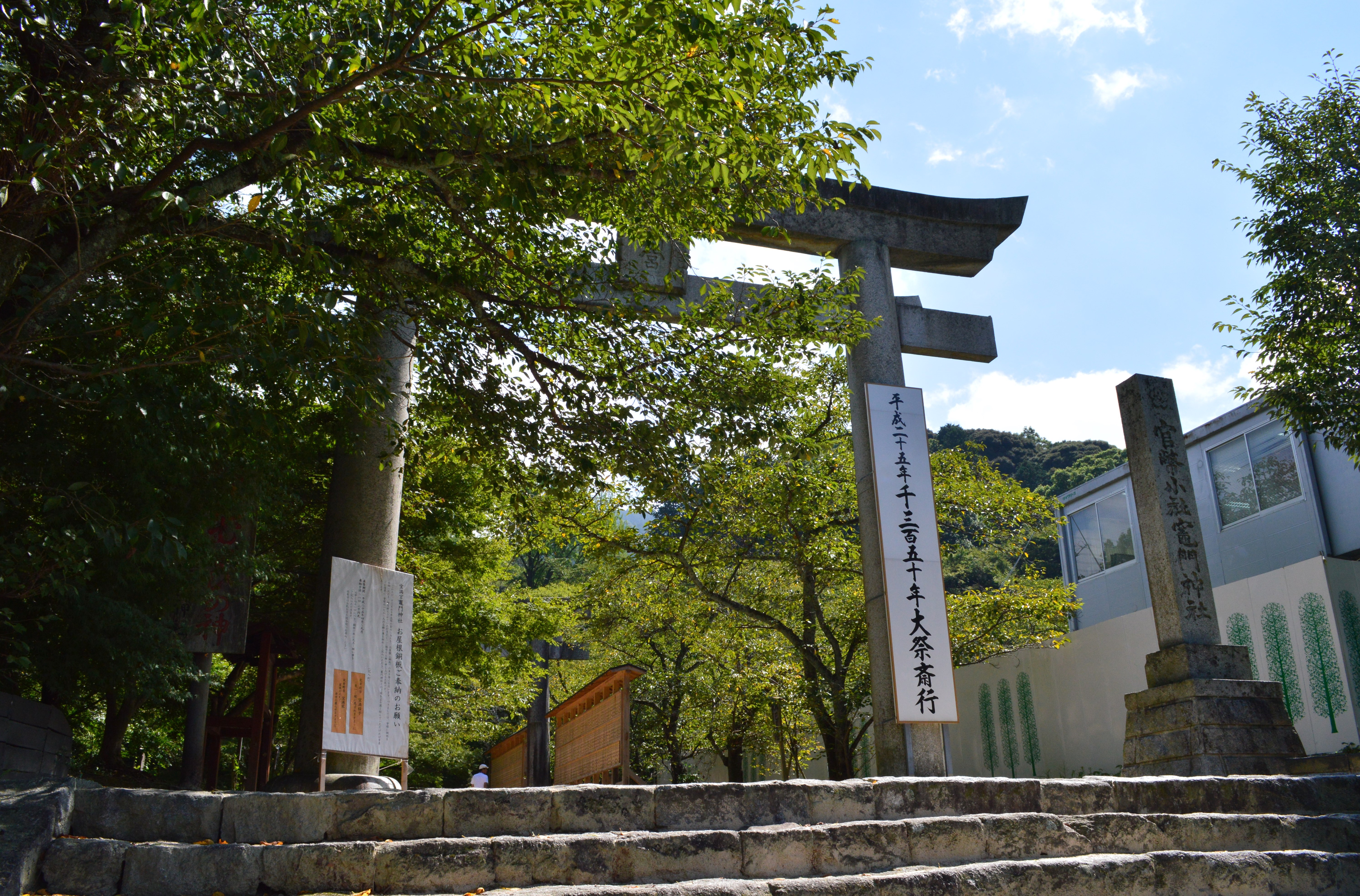
下宮一の鳥居

竈門神社（かまどじんじゃ）は、福岡県太宰府市にある神社。式内社（名神大社）。旧社格は官幣小社で、現在は神社本庁の別表神社。別称を「宝満宮」「竈門宮」とも。

## 概要
太宰府市東北に立つ宝満山に所在する神社で、社殿は次の2ヶ所に形成されている。
- 上宮 - 宝満山山頂（標高829.6メートル）。
- 下宮 - 宝満山山麓。

かつては山腹に中宮もあったが、明治に廃絶している。
宝満山は大宰府の鬼門（東北）の位置にあることから、当社は「大宰府鎮護の神」として崇敬された。平安時代以降は神仏習合が進み、当社と一体化した神宮寺の大山寺（だいせんじ、竈門山寺・有智山寺とも）は、西国の天台宗寺院では代表的な存在であった。また、宝満山には英彦山（ひこさん）とともに修験道の有数の道場が形成されたが、明治期にこれらの仏教施設は廃された。しかしながら、今なお福岡県下には当社から勧請された約40社の神社があり、現在も宝満山に対する信仰・縁むすび信仰により崇拝されている神社である。
文化財としては、当社社地を含む宝満山一体が国の史跡に指定されている。また、木造狛犬や宝満山山岳信仰関係資料307点が福岡県の文化財に指定されている。

## 社名について

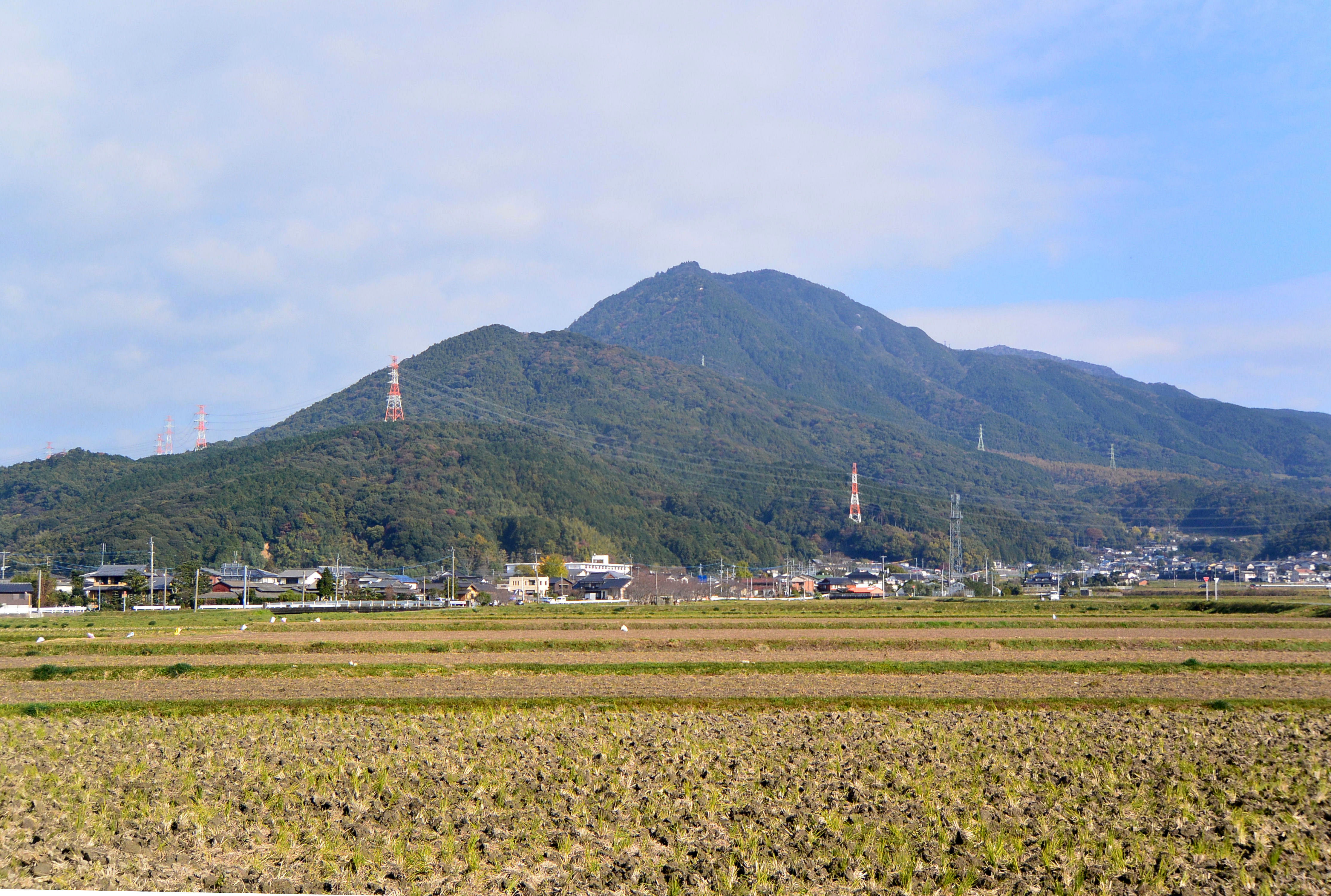
宝満山
その山容から、古くは「御笠山」とも称された。

当社は大宰府東北方の宝満山（ほうまんざん、標高829.6メートル）に鎮座するが、この宝満山は古くは「御笠山（みかさやま）」「竈門山（かまどやま）」と称されていた。うち「御笠山」の山名は、笠のような山容に由来する古いものといわれ、古くは神体山として信仰されたともいわれる。
もう1つの山名「竈門山」は、筑前国の歌枕としても多く詠み込まれている。当社社伝である鎌倉時代後期の『竈門宝満大菩薩記』では、元は「仏頭山」「御笠山」と称されていたが、神功皇后の出産の時にこの山に竈門を立てたことに由来すると伝える。一方『筑前国続風土記』では、山の形がかまど（竈）に似ており、煮炊きの様子を示すかのように雲霧が絶えないことに由来するとする。そのほか、大宰府鎮護のためカマド神を祀ったとする説、九合目付近の「竈門岩」に由来するという説がある。
現在の「宝満山」の山名は、神仏習合に伴って祭神を「宝満大菩薩」と称したことによるとされ、その初見は13世紀末頃の古文書まで下る。

## 祭神
主祭神
- 玉依姫命 （たまよりひめのみこと）[7]

相殿神
- 神功皇后 （じんぐうこうごう）
- 応神天皇 （おうじんてんのう） - 第15代。神功皇后皇子。

祭神のうち、玉依姫命は元々の祭神で、神功皇后・応神天皇はのちに合祀されたという。『筥崎宮縁起』等では当宮を八幡神の伯母（応神天皇の伯母、神功皇后の姉）と見なしており、遅くとも12世紀初頭には八幡神（神功皇后・応神天皇）と結び付けられたと見られている。竈門神が八幡神の系譜に組み込まれた背景には、古くから大宰府と関わっている当社の政治的色彩が指摘される。
一方神社の社名から本来の祭神は竈神たる三宝荒神であると見る説もある。
神名は中世には「宝満大菩薩」、近世には「宝満明神」とも称された。

## 歴史

### 創建

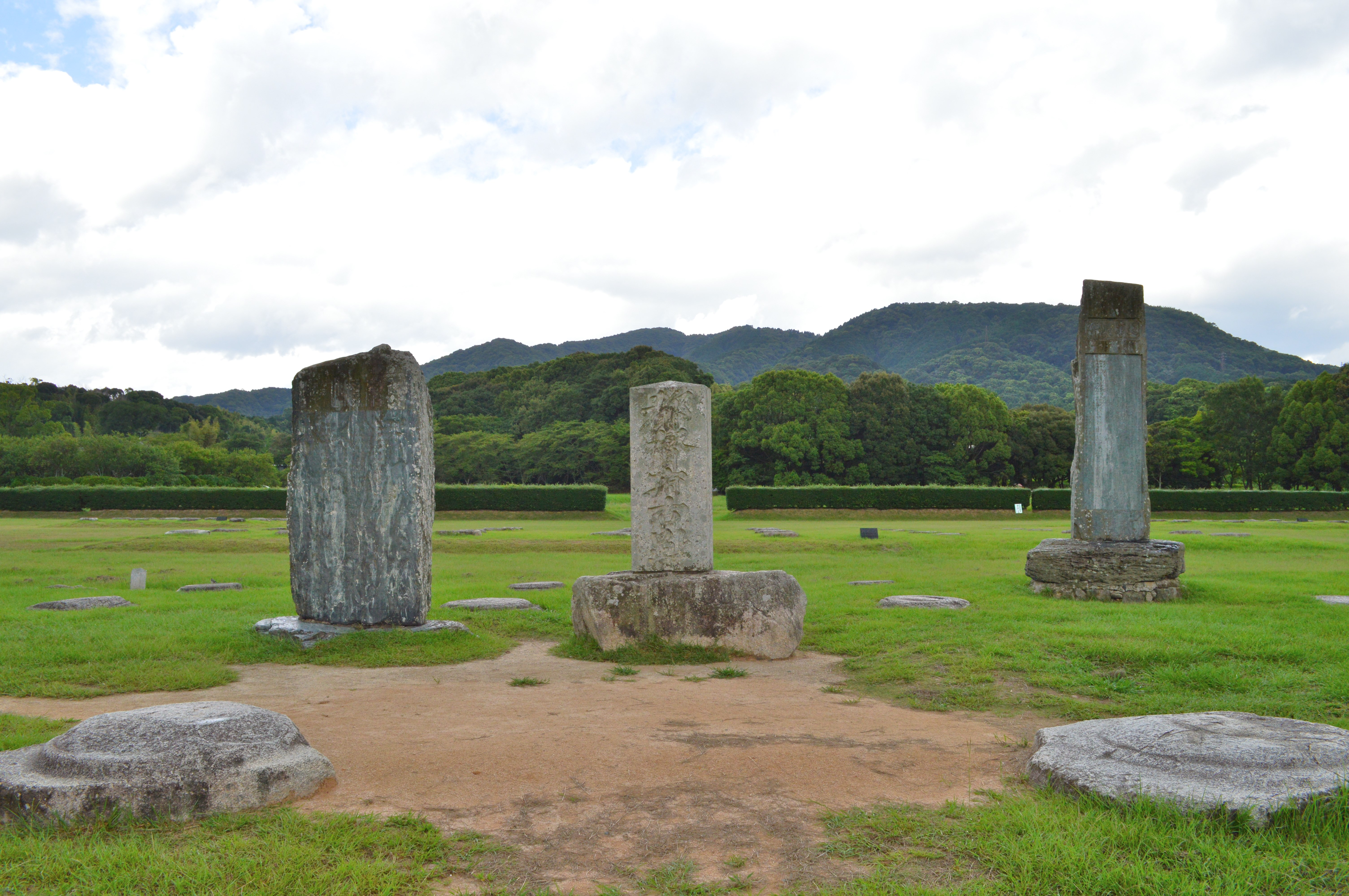
大宰府正殿跡（都府楼跡）
当社はその鬼門（東北）に位置する。

社伝では、天智天皇の代（668年-672年）に大宰府が現在地に遷された際、鬼門（東北）に位置する宝満山に大宰府鎮護のため八百万の神々を祀ったのが神祭の始まりという。次いで天武天皇2年（673年）、心蓮（しんれん）上人が山中での修行していると玉依姫命が現れたため、心蓮が朝廷に奏聞し山頂に上宮が建てられたという。神社側では、この時をもって当社の創建としている。
これらの社伝の真偽は明らかではないが、下宮礎石群の調査から創建は8世紀後半には遡るとされる。また上宮付近からは、9世紀から中世にまで至る、多くの土師器・皇朝銭等の祭祀遺物が検出されており、大宰府・遣唐使との関連も指摘される。
社伝に見られるように、当社の歴史は大宰府と深い関係を持ちつつ展開する。一方で、玉依姫命の「水分の神」としての性格から、御笠川・宝満川の水源の神として自然発生的に玉依姫命が祀られていたと推測し、その後に政治的な神格が与えられたと見る説もある。

### 概史

#### 奈良時代から平安時代
当社に関係する最初の確実な史料は、延暦22年（803年）の竈門山寺（かまどさんじ：当社の神宮寺）に関する記載である。この記事に見えるように、当社は奈良時代にはすでに神仏習合の状態であったと見られている。
「竈門神」については、承和7年（840年）に従五位上の神階が叙された記事を初見として、神階はその後嘉祥3年（850年）に正五位上（従五位上?）、貞観元年（859年）に従四位下、元慶3年（879年）に従四位上、寛平8年（896年）に正四位上に上った。
また、承和9年（842年）には奉幣の記事が見えるほか、延長5年（927年）成立の『延喜式』神名帳では、筑前国御笠郡に「竃門神社 名神大」と記載され、名神大社に列している。なお、当時の社名の訓みは一般に「カマト」と付されるが、「カマカト」と付す写本もある。
社殿に関しては、長治2年（1105年）の焼亡の記事に始まり、御占・遷宮の記事を経て、久寿2年（1155年）に再度焼亡とそれに伴う訴えの記事が見える。社司は、天元2年（979年）の段階では大宮司が一山の貫主を担っていたが、11世紀末頃には神仏一体となっており、大山寺別当が当社含め一山を取り仕切っていたと見られている。長治2年（1105年）には、当社神宮寺の大山寺の別当職を巡り、延暦寺と石清水八幡宮が争いを見せた。
嘉承元年（1106年）には当社は正一位の極位に達し、この頃には最も宝満山の勢いがあったといわれ、当時の当社を「九国総鎮守」と記す伝も見える。また八幡神関係の文書には竈門神を八幡神（応神天皇）の伯母とする記載が見え、大宰府と関わる当社の政治的影響力と八幡神の関わりが指摘される。

#### 鎌倉時代以後
（鎌倉時代以降の動向は、神宮寺節も参照）
平安時代以後の当社は、神仏一体となって営まれた。その進展もあって室町時代からは「宝満宮」という名称も見られるようになる。その後は戦国時代の戦乱に巻き込まれ、勢力は大きく衰退した。
近世に入ると、筑前国を治めた小早川氏によって天正15年（1587年）から修験道の道場として再興され、慶長2年（1597年）には神殿・拝殿・講堂・行者堂・末社等が再建されたという。
代わって慶長5年（1600年）に入国した黒田長政からの崇敬も篤く寄進も受けたが、寛永18年（1641年）に火災によってほとんどの建物を焼亡した。慶安3年（1650年）、福岡藩2代藩主・黒田忠之によって神殿・拝殿・講堂・神楽堂・鐘楼・行者堂が再建された。江戸時代を通して、社領は50石を数えていた。
明治に入り、神仏分離によって仏教色は一掃された。明治5年（1872年）近代社格制度では村社に列し、明治28年（1895年）に官幣小社に昇格した。戦後は神社本庁の別表神社に列している。

### 神階
「竃門神」に対する神階奉叙の記録。
- 六国史
  - 承和7年（840年）4月21日、従五位下から従五位上 （『続日本後紀』）[原 2]
  - 嘉祥3年（850年）10月7日、正五位上 （『日本文徳天皇実録』）[原 3]
従五位上の誤りか[10]。
  - 貞観元年（859年）1月27日、正五位下から従四位下 （『日本三代実録』）[原 4]
  - 元慶3年（879年）6月8日、従四位下から従四位上 （『日本三代実録』）[原 5]
- 六国史以後
  - 寛平8年（896年）9月4日、従四位上から正四位上 （『日本紀略』）[原 6]
  - 嘉承元年（1106年）11月3日、従一位から正一位 （『中右記』）[原 8]

## 境内
社殿は宝満山山頂の上宮、山麓の下宮からなる。古くからの信仰の場であるとして、当社社地を含め宝満山は国の史跡に指定されている。かつては中腹に中宮も存在した。

### 山麓（下宮）

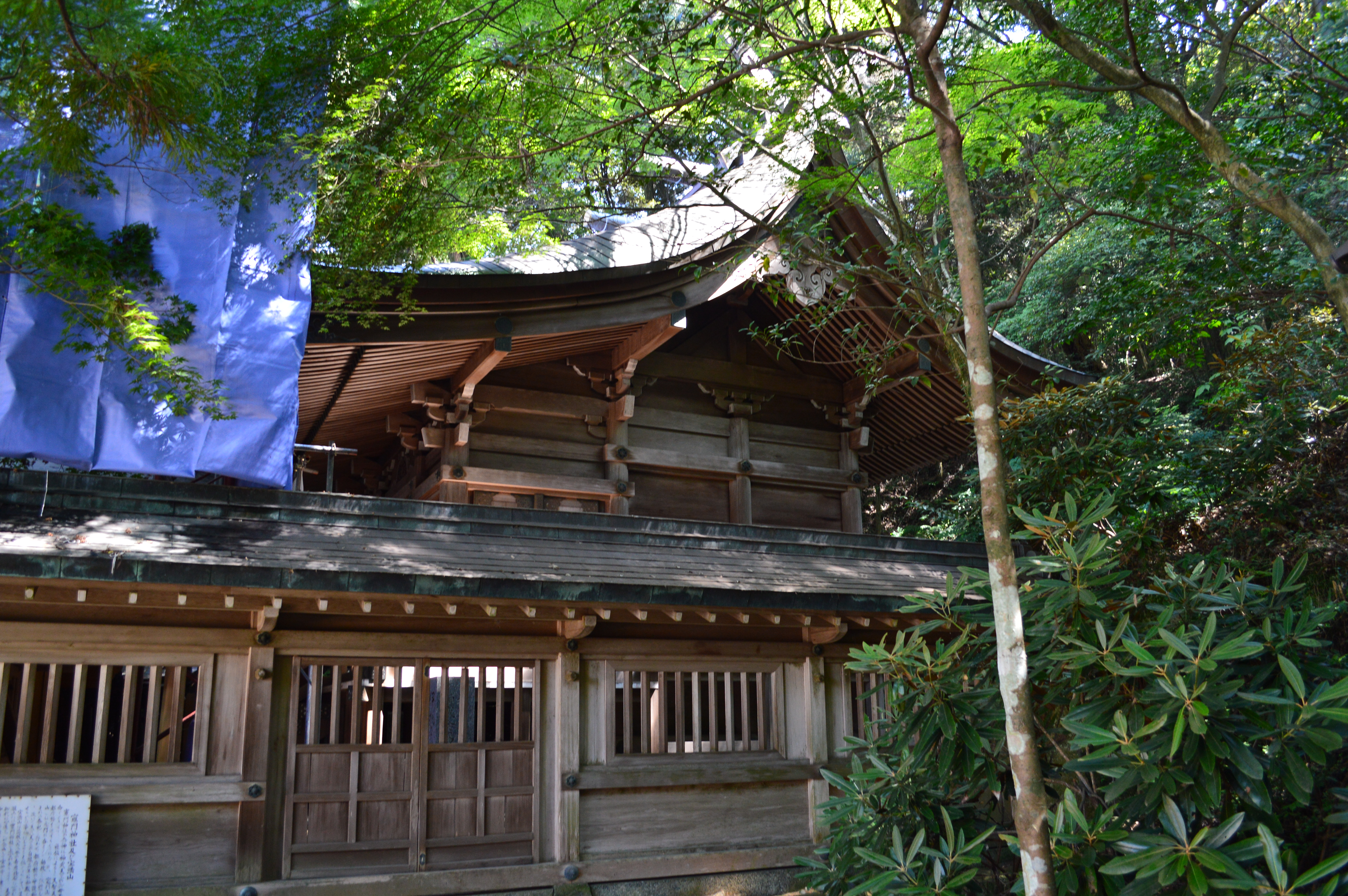
下宮本殿

下宮は山麓に鎮座する。主要社殿は本殿・幣殿・拝殿からなる。
境内には南北七間・東西四間の礎石建物跡があり、竈門山廃寺の中枢施設と見られている。当地からは8世紀から12世紀の古瓦が出土している。
そのほか、北方の太宰府市北谷には境外遥拝所がある（北緯33度32分22.57秒 東経130度33分4.43秒 / 北緯33.5396028度 東経130.5512306度）。

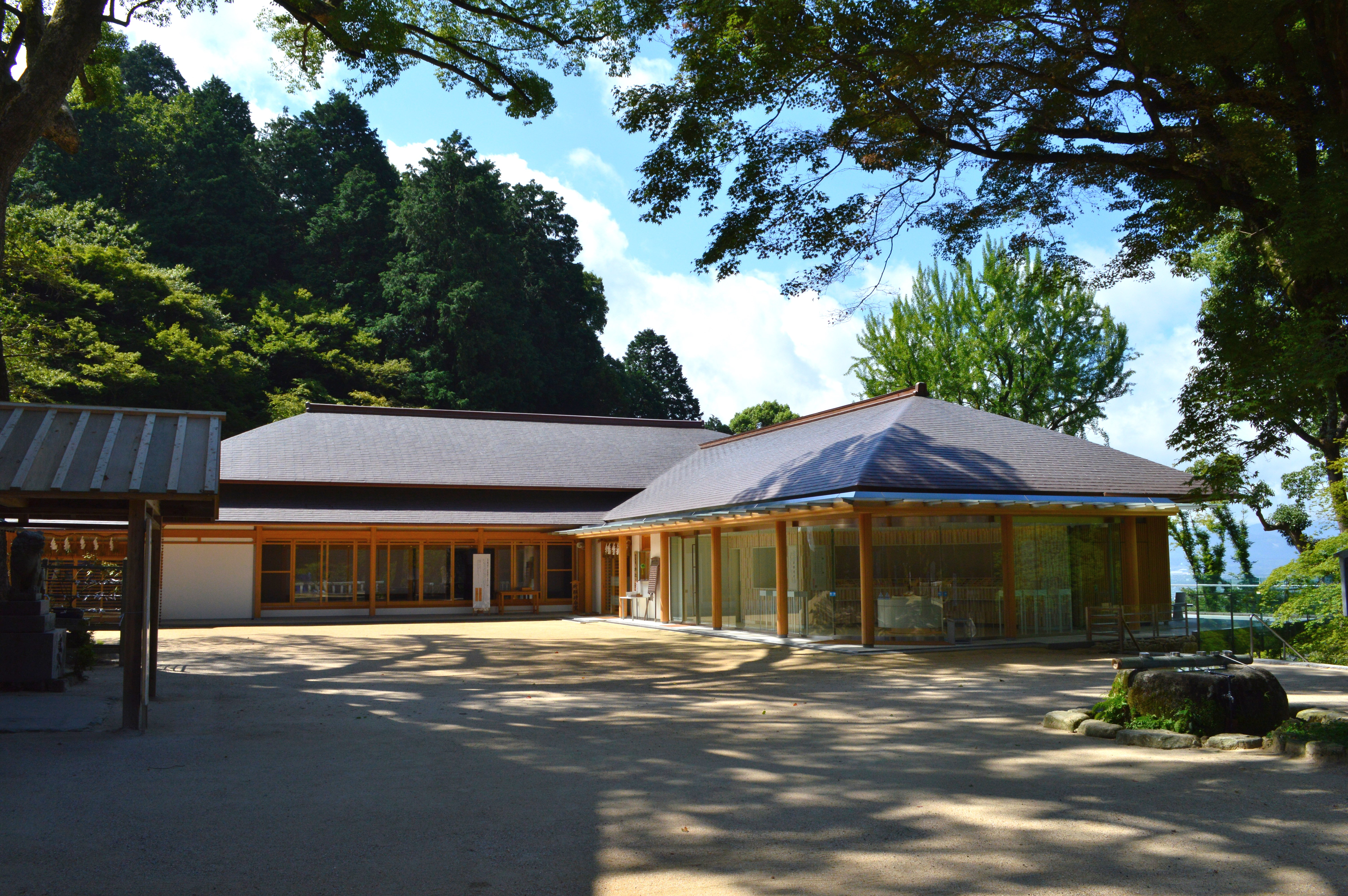
下宮社務所
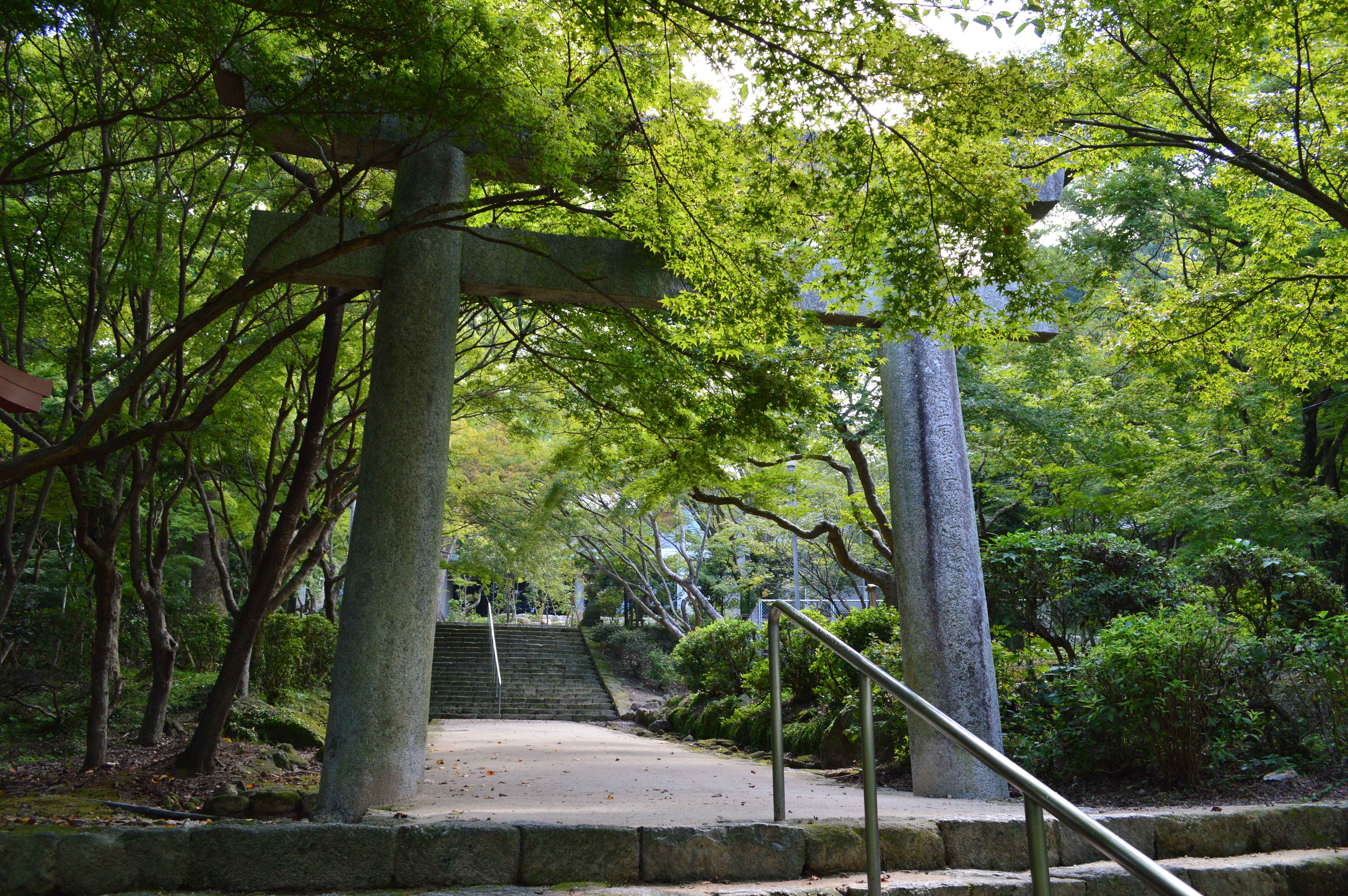
三の鳥居
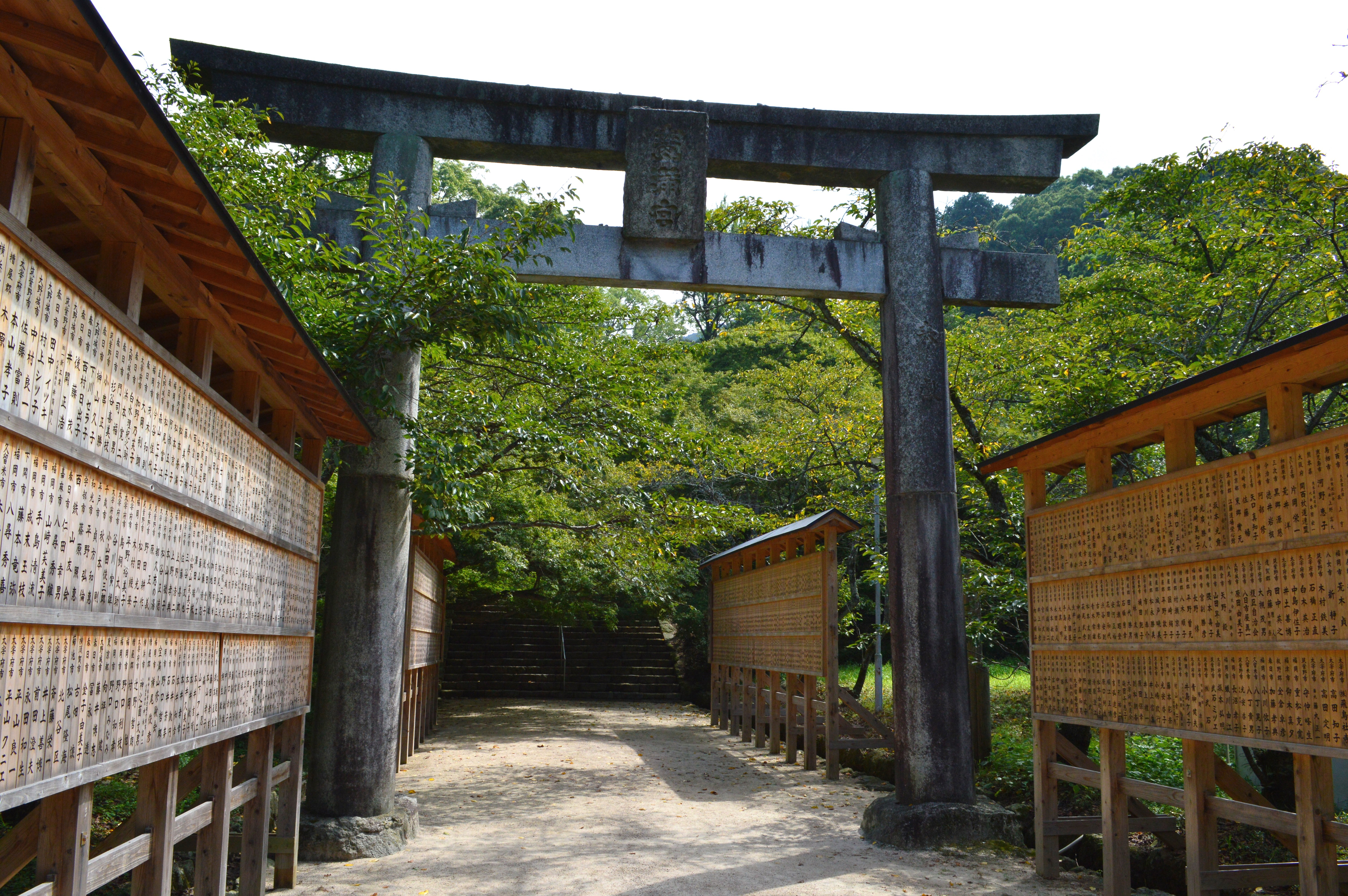
二の鳥居

### 宝満山中（上宮・中宮跡）

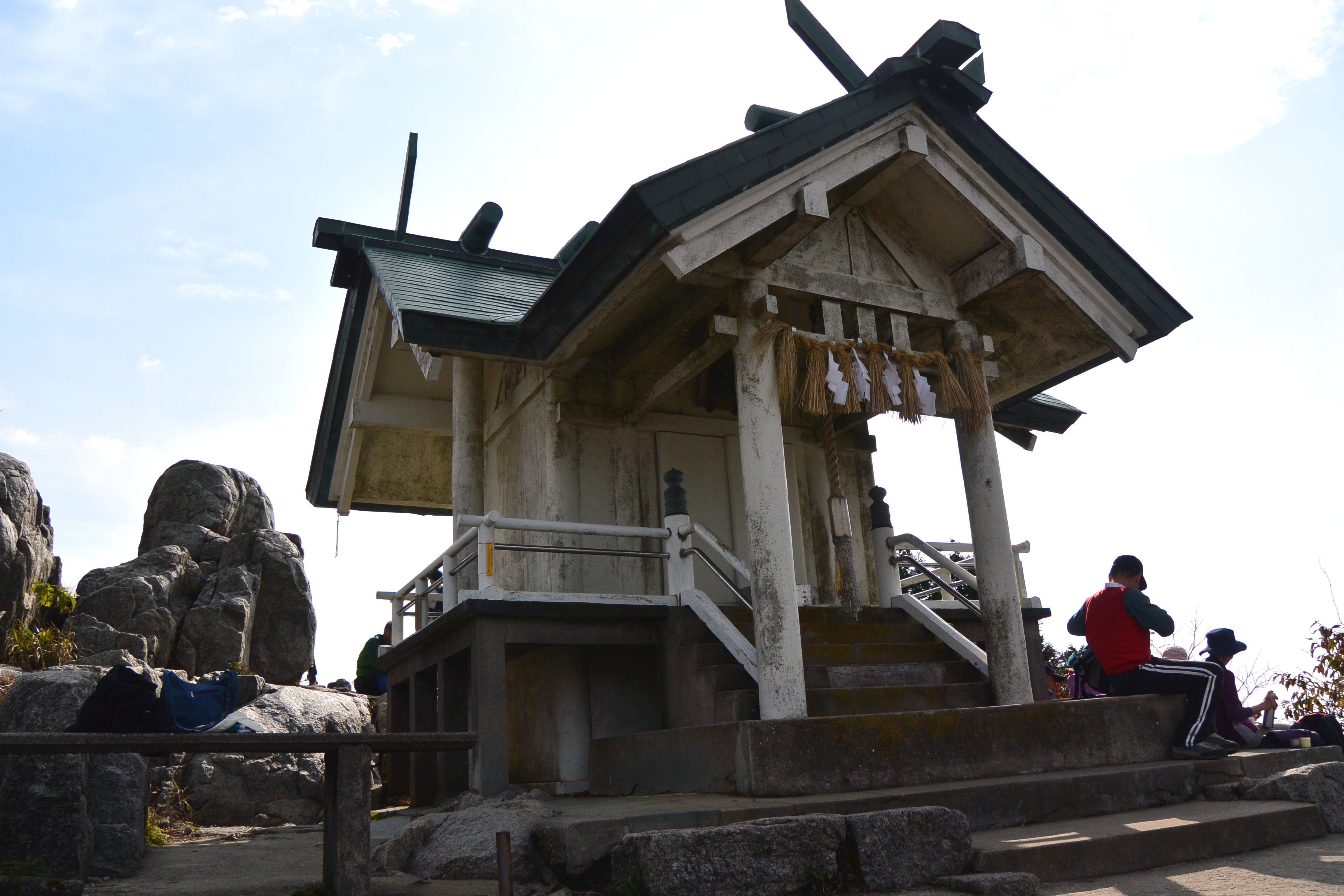
上宮社殿

上宮は宝満山山頂（標高829.6メートル）に鎮座する。山頂付近には、心蓮上人を埋葬したとされる墓や、祭神・玉依姫命の墓所と伝える法城窟（ほうじょうくつ）がある。
また山腹には中宮跡が残る。かつて中宮には講堂・神楽堂・役行者堂・鐘楼等が備えられていたとされるが、明治の廃仏毀釈に伴い廃絶した。
そのほか、山中には多くの坊跡や仏教遺跡が残り、神仏習合時代の面影を残している。

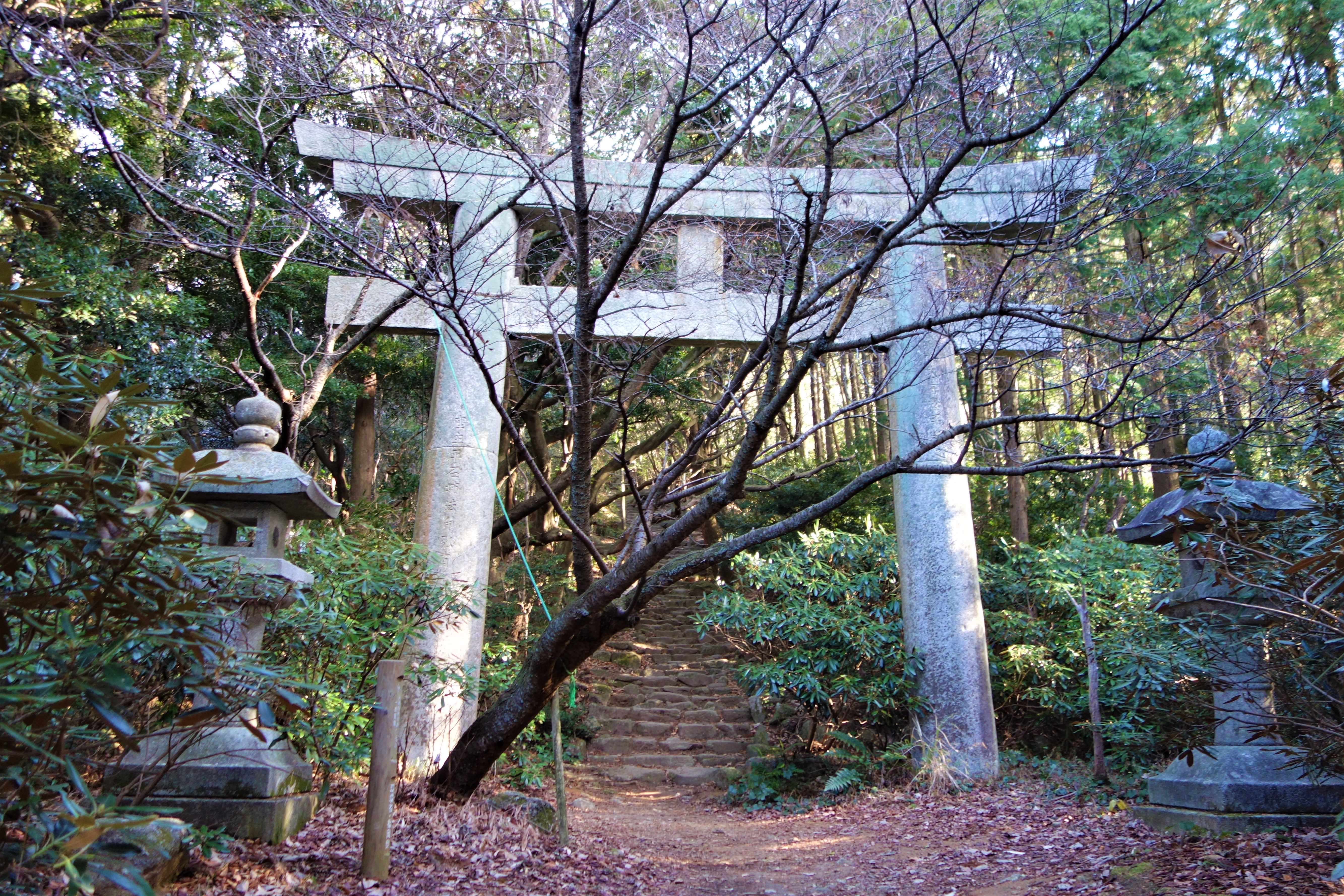
一の鳥居
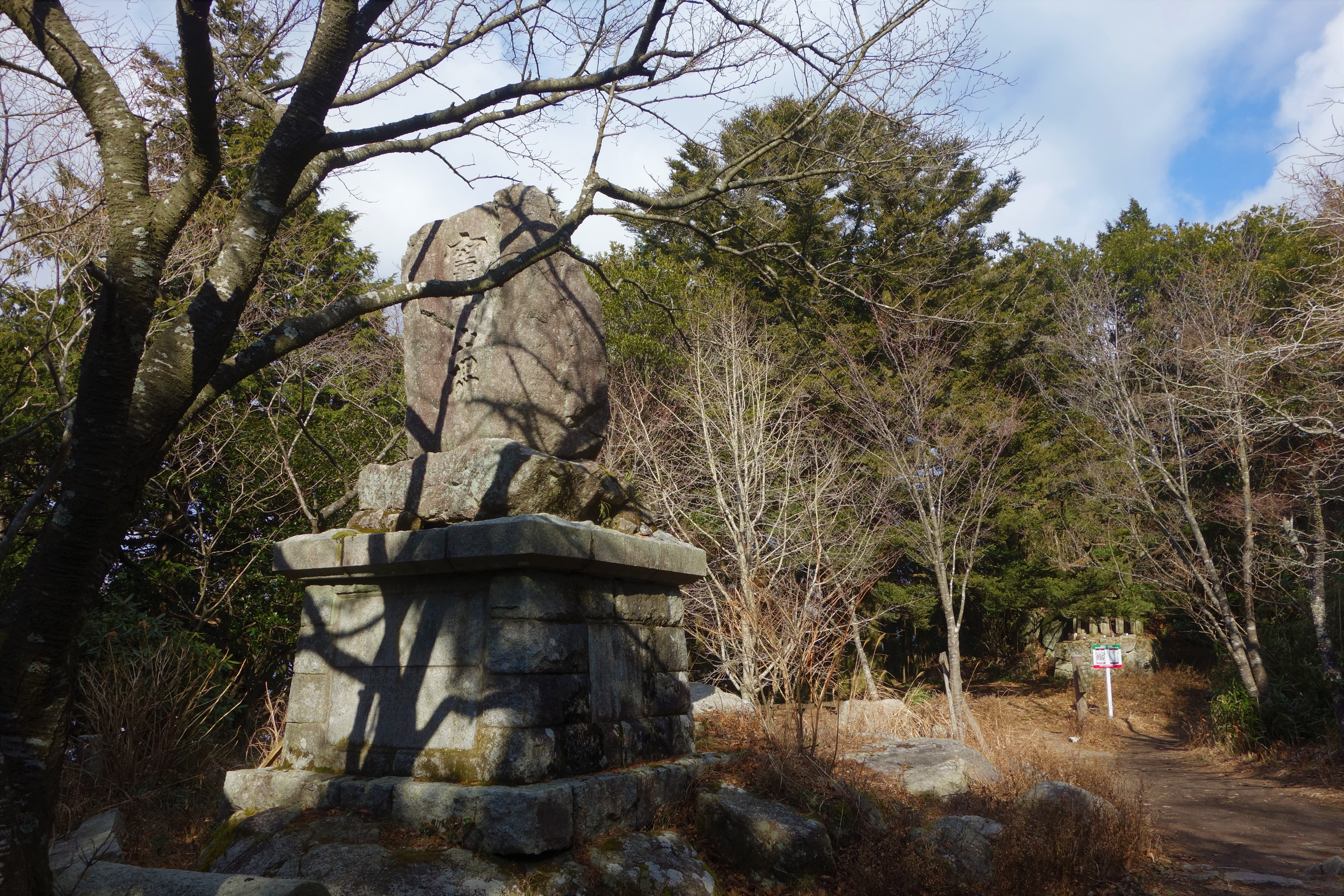
中宮跡
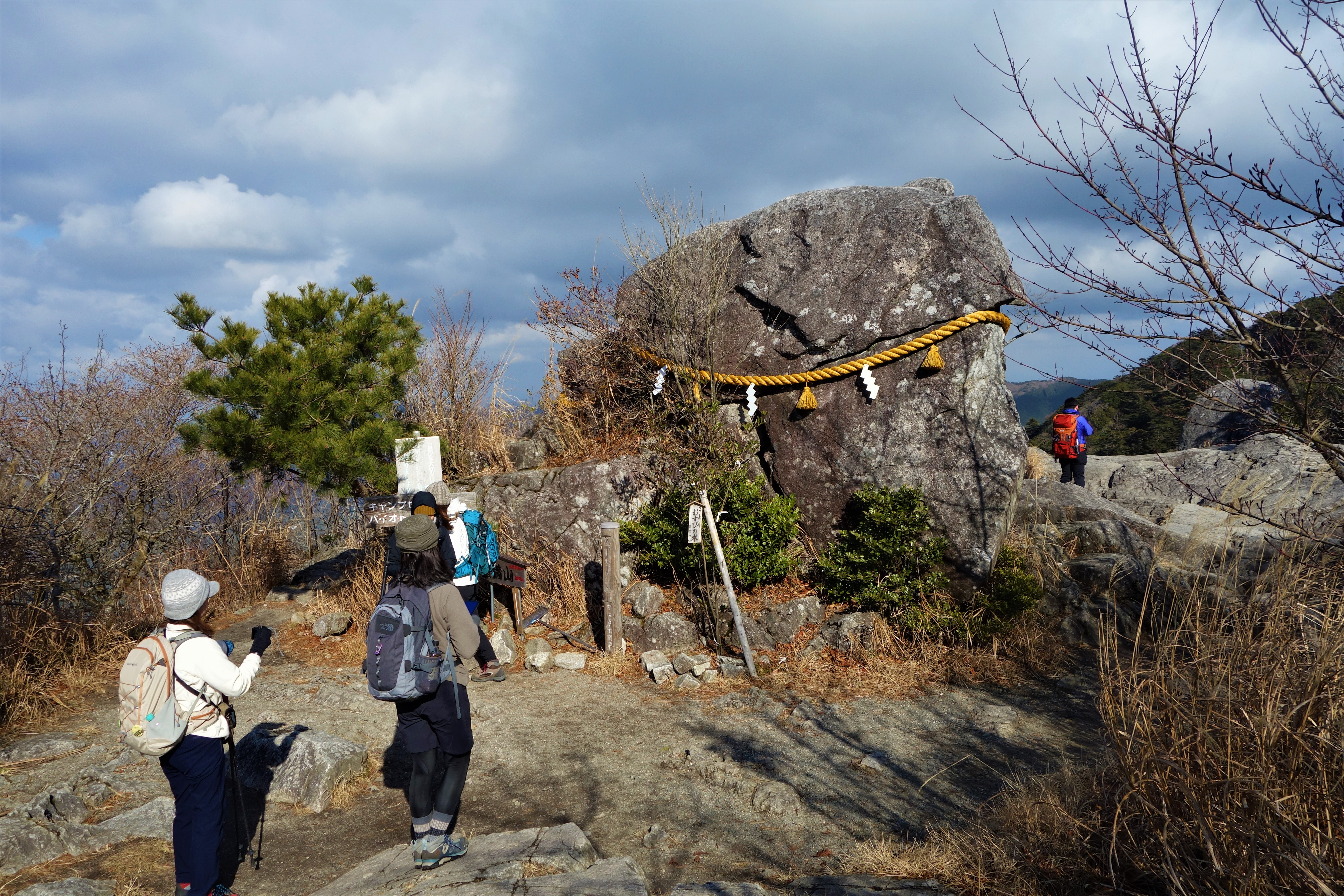
宝満山山頂の拝礼岩

## 摂末社
- 五穀神社
- 須佐神社
- 夢想権之助社
祭神は夢想権之助。夢想権之助は宝満山で修行したのち、宮本武蔵と戦って勝ったと伝えられる[6]。
- 式部稲荷社

## 神宮寺
当社には、かつて神宮寺として大山寺（だいせんじ）があった。宗派は天台宗。
大山寺は、西国の天台宗寺院を代表する存在であったという。寺名は、竈門山寺（かまどさんじ）・内山寺（うちやまじ）・有智山寺（うちやまじ）とも記される。ただし、これらが同一の寺を指すかは確実ではない。
神宮寺に関する史料では、延暦22年（803年）の記事が最古である。下宮にある礎石群から、8世紀後半にはかなりの規模を誇っていたと見られている。史料によると、その延暦22年（803年）には最澄が入唐の折に竈門山寺において、入唐4船のため薬師仏4躯を彫ったという。また承和14年（847年）には唐から帰国した円仁が神前で読誦し、仁寿2年（852年）には円珍が読誦した。承平3年（933年）には、沙弥証覚によって延暦寺の「六所宝塔」のうちの1つが建てられたという。
当寺は平安時代中期、文治4年（1188年）までには竈門神社と一体化し、宮寺として活動していた。その後、大山寺は平安時代後期の11世紀末には一時石清水八幡宮の末寺となったが、12世紀初頭に比叡山延暦寺の末寺となった。このため、当寺の訴えは中央の京都にも及んでいる。竈門宮に正一位が授けられた嘉承元年（1106年）頃には数多くの僧坊を擁し、竈門神とともに最盛期をなした。平安末期の『梁塵秘抄』では、筑紫の霊験所の1つとして「竈門の本山」と歌われている。
宝満山は鎌倉時代末期から室町時代に修験化し、彦山（英彦山）を胎蔵界・宝満山を金剛界とした峰中修行が形成された。南北朝時代に入ると、付近に有智山城・宝満城等が築かれた関係で戦乱に巻き込まれ、寺勢は衰退していった。弘治3年（1557年）には大友宗麟による検地・堂社破壊によって社勢・寺勢は衰退し、盛時には370坊あった僧坊も近世初頭には25坊にまで減少したと伝えられる。
その後、近世に小早川氏・黒田氏によって山伏の修験道場として再興された。しかし、寛永18年（1641年）の火災で多くの堂社を焼失したこともあり、江戸時代中期以前に周辺の僧坊のほとんどは廃絶、残った仏教施設も明治の廃仏毀釈で一掃された。

## アニメの聖地
- 鬼滅の刃：正確な関係性は吾峠や集英社側から明かされていないが、主人公の「竈門炭治郎」の姓と同じ、同神社が大宰府の「鬼門封じ」、同神社の上宮の宝満山で修行する修験者は「市松模様」の装束を着ているが、これは炭治郎の羽織の柄と合致する、金剛兵衛という刀鍛冶の墓がある、作者の吾峠呼世晴が福岡県出身であるなどの共通点が複数あることから『鬼滅の刃』の聖地ではないかと話題を集めており、2019年11月頃から鬼滅の刃のブームと共に参拝者が急増している[12][13]。

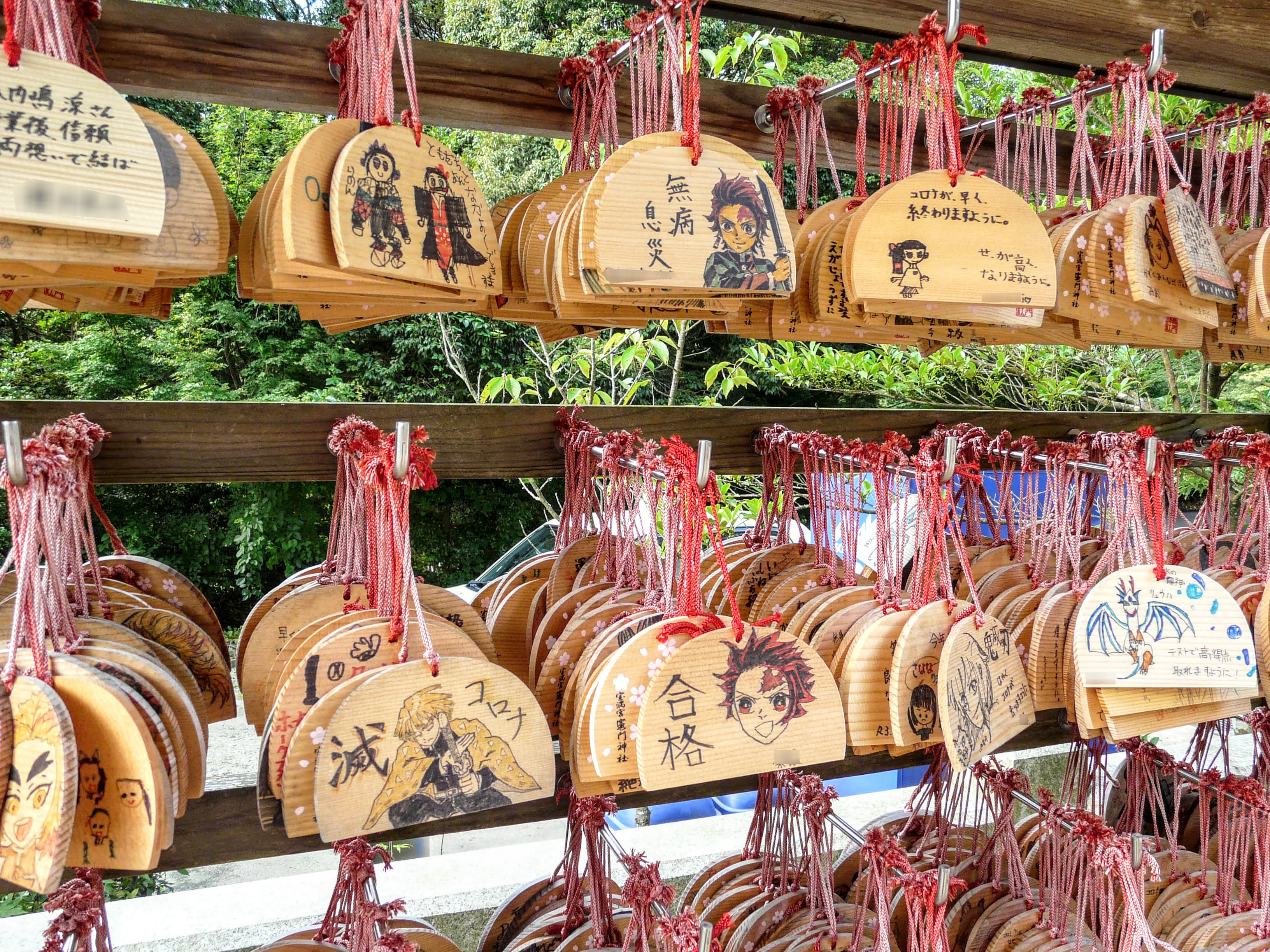
鬼滅の刃ファンによる絵馬が多く奉納されている

## 文化財
当社関連文化財の一覧。

### 国の史跡
- 宝満山 - 当社社地を含む周辺一帯。平成25年10月17日指定[11]。

### 福岡県指定文化財
- 有形文化財
  - 木造狛犬（彫刻）
昭和53年（1978年）に拝殿床下から発見された[15]。阿形・吽形一対でクス材の一木造であり、像高は90センチメートル[15]。15世紀後半の作とされる[15]。太宰府天満宮所蔵。昭和57年4月1日指定[15]。
- 有形民俗文化財
  - 宝満山山岳信仰関係資料
当社が所蔵する、神事・仏事用具、神札・護符、奉納・祈願品、絵画資料、記録類、計307点[16]。古代から続く宝満山信仰に関する貴重資料と評価される[16]。うち、梵字文神鏡は寛永18年（1641年）の福岡藩二代藩主・黒田忠之による奉納で、「竈門神社三神」を表す宝満宮・聖母宮・八幡宮の銅鏡である（宝満宮神鏡は1853年に焼失）[16]。聖母宮・八幡宮神鏡はいずれも直径45センチメートル弱、厚さ0.7センチメートル[16]。昭和37年2月20日指定、平成23年3月18日追加指定・名称変更[16]。

## 現地情報
所在地
- 上宮：福岡県太宰府市北谷 - 宝満山頂上。
- 下宮：福岡県太宰府市大字内山字御供屋谷883

交通アクセス（下宮まで）
- バス：西鉄太宰府線太宰府駅からまほろば号内山線に乗車し、終点「内山」バス停下車後徒歩すぐ
- 車：九州自動車道太宰府インターチェンジから約8㎞。
  - 有料駐車場あり

周辺
- 有智山城跡
- 宝満城跡

## 関連図書
- 安津素彦・梅田義彦編集兼監修者『神道辞典』神社新報社、1968年、21頁
- 白井永二・土岐昌訓編集『神社辞典』東京堂出版、1979年、101-102頁